# 후지와라노 나가요시
후지와라노 나가요시(藤原 長良, ふじわら の ながよし, 802-856) 혹은 후지와라노 나가라(ふじわら の ながら)는 헤이안 시대(平安時代) 초기부터 전기에 이르는 시기의 쿠교(公卿)이다. 후지와라 북가(藤原北家) 사다이진(左大臣) 후지와라노 후유쓰구(藤原冬嗣)의 장남이다. 관위(官位)는 종2위(従二位) 곤주나곤(権中納言)이고, 증(贈) 정1위(正一位), 다조다이진(太政大臣)이다. 몬토쿠 천황(文徳天皇)의 외삼촌이자 요제이 천황(陽成天皇)의 외조부이다.

## 경력
사가 천황(嵯峨天皇) 말기인 고닌(弘仁) 12년(821) 승전(昇殿)이 허락되었고, 13년(822) 우도네리(内舎人)에 임명되었다. 고닌 14년(823) 준나 천황(淳和天皇)이 즉위하자 구로우도(蔵人)를 역임하였고, 덴초(天長) 원년(824) 종5위하(従五位下)에 서록되었다. 덴초 2년(825) 시종(侍従)이 되었다. 이때 황태자 마사요시 친왕(正良親王)의 신뢰가 두터워 항상 근시하였다고 한다.
덴초 10년(833) 마사요시가 즉위하여 닌묘 천황(仁明天皇)이 되자 정5위하(正五位下) 사에몬사(左衛門佐)로, 조와(承和) 3년(836) 종4위하(従四位下) 우마노가미(右馬頭)로 승진하였지만, 닌묘 천황 즉위 후 1년 정도에 종5위에서 산기(参議)에 이르기까지 급속한 승진을 보인 동생 후지와라노 요시후사(藤原良房)가 형을 앞서 있었다. 후에 구로우도노카미(蔵人頭)•사헤에도쿠(左兵衛督)를 역입, 조와 11년(844) 종4위하•산기에 서임되었다. 요시후사에 뒤처진 지 10년만에 쿠교에 올랐다.
가쇼(嘉祥) 3년(850) 조카 몬토쿠 천황(文徳天皇)이 즉위하자 정4위하(正四位下)에 이어 종3위(従三位), 다음해 닌주(仁寿) 원년(851)에는 정3위(正三位)로 이어 승진 서임되었으나, 그해 10세 이상 어린 친동생 후지와라노 요시미(藤原良相)가 먼저 곤주나곤(権中納言)이 되었고 그 후임이 되었다. 닌주 4년(854) 곤다이나곤(権大納言)에 승진한 요시미 후임으로 곤주나곤으로 승진하였다. 사이코(斉衡) 3년(856) 6월에 종2위(従二位)에 서록되었지만 그해 7월 3일 향년 55세로 사망했다. 최종 관위는 곤주나곤겸사에몬도쿠종2위(権中納言兼左衛門督従二位)이다.
사후 딸인 후지와라노 다카코(藤原高子)가 세이와 천황(清和天皇)의 뇨고(女御)가 되어 다카코 소생의 조메이 친왕(貞明親王)이 즉위하였으니 이가 바로 요제이 천황(陽成天皇)이었다. 때문에 간교(元慶) 원년(877)에 정1위(正一位)・사다이진(左大臣), 이어 간교 3년(879)에 다조다이진(太政大臣)에 추증되었다.
승진은 동생 요시후사와 요시미보다도 늦었지만 두 동생에 비해 자녀복이 많아 자손은 크게 번창했다. 특히 삼남 후지와라노 모토쓰네(藤原基経)는 요시후사의 양자가 되었고 그 자손으로부터 고셋케(五摂家)를 시작으로 하여 다수의 도조쇼케(堂上諸家)를 배출했다. 또한 중세 이전에는 모토쓰네의 부친을 양부 요시후사가 아니라 친부 나가요시라고 생각하는, 즉 나가요시를 셋케의 시조로 삼는 관념이 강하여, 『오오가가미(大鏡)』의 「대신열전(大臣列伝)」 배열에 영향을 주어 후지와라 북가의 적통을 요시후사가 아니라 나가요시로 하였다는 설이 있다.

## 인물
고결한 성격으로 마음이 넓고 정이 깊은 반면 도량도 있었다. 동생들이 관도에 먼저 올랐으나 불만이 없었고 형제에의 우애가 매우 깊었다. 사대부에 대하여서도 항상 관용을 가지고 접하였고 귀천에 관계 없이 사람들에게 존경받았다. 닌묘 천황의 사망에는 부모처럼 슬퍼하였고 육식을 끊고 명복을 빌었다고 한다.
젊었을 때에는 닌묘 천황에게 근시하였을 때에 닌묘로부터 대등한 교류를 허락받았으나, 나가요시는 항상 예의를 잃지 않았고 편안한 태도를 취하지 않았다.